# José María Ruda
José María Ruda (Buenos Aires, 9 augustus 1924 - Castell-Platja d'Aro, 7 juli 1994) was een Argentijns rechtsgeleerde en diplomaat. In de jaren zestig was hij lid van de Veiligheidsraad van de Verenigde Naties. Van 1973 tot 1991 was hij rechter en de laatste drie jaar president van het Internationale Gerechtshof. In 1993 was hij president van het Tribunaal inzake vorderingen tussen Iran en de Verenigde Staten.

## Levensloop
Ruda studeerde in de rechten aan de Universiteit van Buenos Aires tot 1949 en vervolgens aan de New York-universiteit, waar hij in 1955 slaagde voor zijn Master of Laws. Daarnaast was hij van 1950 tot 1955 werkzaam op de afdeling voor codificatie van de Verenigde Naties. In de periode van 1960 tot 1973 was hij hoogleraar internationaal recht aan de Universiteit van Buenos Aires.
Daarnaast werkte hij vanaf 1961 als juridisch adviseur voor het Ministerie van Buitenlandse Zaken en vertegenwoordigde hij zijn land geregeld bij zittingen van de Algemene Vergadering van de Verenigde Naties. In 1965 werd hij gedurende vijf jaar permanent vertegenwoordiger van de VN, waaronder als lid van de Veiligheidsraad. Van 1954 tot 1972 was hij daarnaast lid van de Commissie voor Internationaal Recht van de VN die hij in 1968 ook voorzat.
In 1970 werd hij Onderminister van Buitenlandse Zaken. Drie jaar later trad hij aan als rechter van het Internationale Gerechtshof in Den Haag, waarmee hij als 49-jarige gold als een van de jongste rechters in de geschiedenis van het Hof. Hij bleef aan tot 1991 en was de laatste drie jaar daarnaast ook president van het Hof. Aansluitend diende hij verder nog eens als ad-hocrechter. Ruda gold als een rechter met onafhankelijke inzichten en standpunten. In zijn tijd als president lukte het hem relatief vaak om tot een eenstemmig besluit te komen.
Hierna werd hij in 1993 president van het Tribunaal inzake vorderingen tussen Iran en de Verenigde Staten. In 1994 overleed hij tijdens een vakantie aan de Spaanse Costa Brava aan de gevolgen van een hartaanval.

## Werk (selectie)
- 1976: Instrumentos internacionales, Tipográfica Editora Argentina, Buenos Aires
- 1990: Presente y futuro del Tribunal Internacional de Justicia, Universiteit van Granada
- 1994: Derecho internacional publico, Tipográfica Editora Argentina, Buenos Aires

- Bibliothèque nationale de France: cb12300715x (data)
- Catàleg d'autoritats de noms i títols de Catalunya: 981058616819906706
- Gemeinsame Normdatei: 12331545X
- International Standard Name Identifier: 0000 0000 2321 9970
- Library of Congress Control Number: n84018553
- Nationale Bibliotheek van Israël: 987007414020305171
- Nederlandse Thesaurus van Auteursnamen: 202323536
- Système universitaire de documentation: 031873456
- Virtual International Authority File: 50131921
- WorldCat: E39PBJcWqVJbKwWCgMG4rMfwmd